# Blattzeit

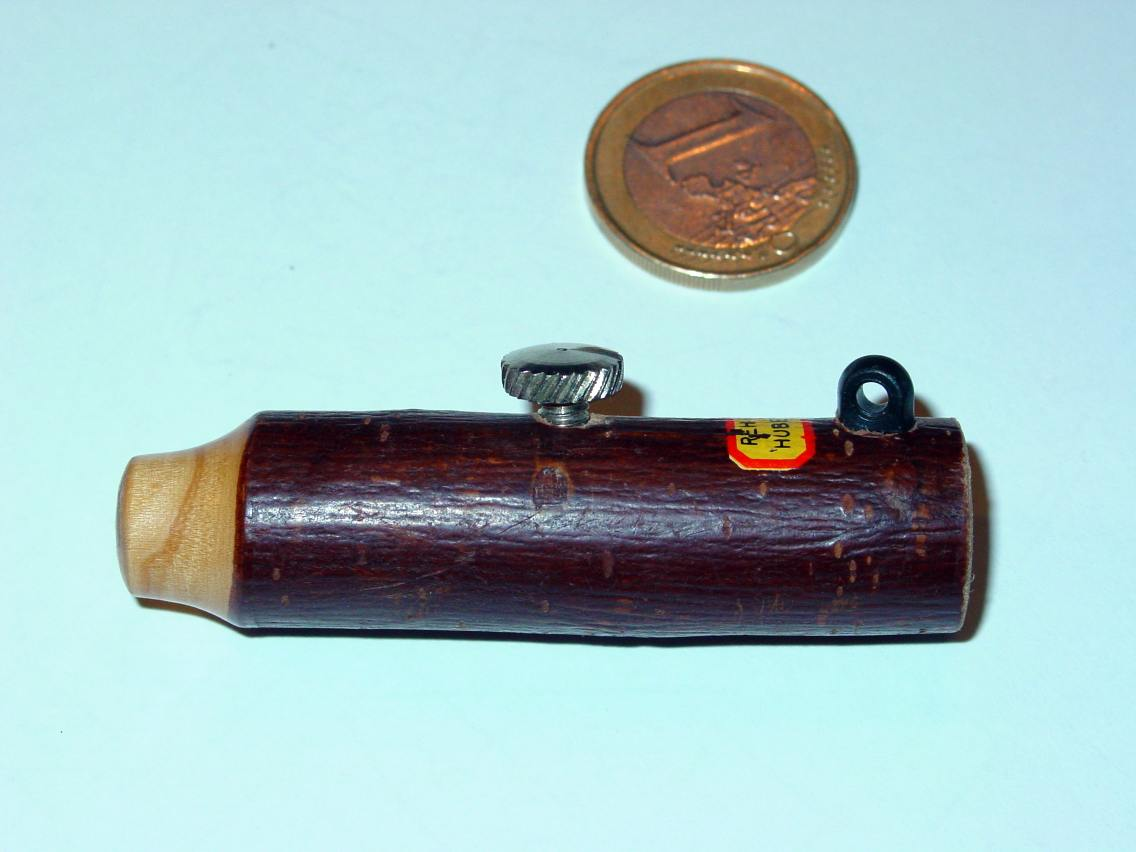
Rehblatter mit Stellschraube zur Änderung des Fieptones

Als Blattzeit, ein Begriff aus der Jägersprache, wird der Zeitabschnitt in der Paarungszeit des Rehwildes bezeichnet, bei dem die Lockjagd auf den Rehbock, das so genannte „Blatten“, erfolgreich ausgeübt werden kann.
Die Paarungszeit, d. h. die Brunft des Rehwilds, beginnt Mitte Juli und dauert bis Mitte August. Häufig wird der gesamte Zeitraum als Blattzeit bezeichnet. Die eigentliche Blattzeit beginnt jedoch erst Ende Juli. Dann ist der überwiegende Teil der Ricken und Schmalrehe „beschlagen“, also von einem Rehbock begattet worden. Die Rehböcke finden dann kaum noch brunftige weibliche Rehe und lassen sich deshalb auf ihrer Suche häufiger vom Jäger anlocken, sie "springen aufs Blatt" oder "stehen auf das Blatt zu".
Beim „Blatten“ werden die Fieplaute des weiblichen Rehs oder des Kitzes durch Anblasen eines zwischen den Daumen zu den Lippen geführten frischen Laubblattes, Grashalms oder einer Lamelle der Birkenrinde nachgeahmt. Heute werden meist sogenannte Blatter verwendet, bei denen durch Anblasen einer Metallzunge, ähnlich der in einer Mundharmonika, die Fieplaute erzeugt werden. Das Blatten ist schwieriges Handwerk, und wer dieses nicht beherrscht, kann den Bock leicht „verblatten“. 
Auf kopulierende Böcke zu schießen, gilt manchen Jägern als unwaidmännisch („Schieß den Bock nicht von der Ricke!“). In den nordischen Ländern wird die Jagd auf Rehböcke während der Brunft bzw. Blattzeit als unangebracht betrachtet. Solche Gebote haben den Hintergrund, weil zur Zeit der Brunft das zubereitete Fleisch stark böckelt, also starken Wildgeschmack hat (vgl. Ebergeruch), was bei Jagd außerhalb der Brunftzeit vermieden wird.